# Marineland
Marineland France, gelegen in Antibes aan de Côte d'Azur, was het grootste dolfinarium in Europa. Het park was, sinds de opening meer dan 50 jaar geleden, een belangrijke toeristische trekpleister in de regio. Omdat nieuwe Franse wetgeving vanaf 2026 shows met walvisachtigen verbood werd de attractie gesloten, de laatste shows met dieren vonden plaats in januari 2025.

## Geschiedenis
Marineland bood onderdak aan duizenden dieren, waaronder orka's, dolfijnen, zeeleeuwen, haaien en andere zeedieren. Het orka-bassin stond lange tijd bekend als het grootste zeedierenbassin ter wereld. Ondanks de prominente positie van het park in de regio, zag Marineland het aantal bezoekers na 2015 sterk dalen. Waar het park 10 jaar geleden nog 1,2 miljoen bezoekers per jaar trok, waren dat er later 425.000.

## Sluiting
De sluiting volgt ook op kritiek van dierenrechtenorganisaties. Het dolfinarium kampte jarenlang met beschuldigingen van slechte dierenwelzijnsstandaarden. Meerdere orka's overleden in het park, naar verluidt door de slechte leefomstandigheden.
De laatste shows met dieren vonden plaats in 2025, waarmee een einde kwam aan een tijdperk van maritieme attracties in Marineland. Volgens de directie kwamen de meeste bezoekers speciaal voor de shows met orka's en dolfijnen.

### Toekomst van de dieren
Na de sluiting van Marineland op 5 januari 2025 moet voor ongeveer 4.000 dieren een nieuw onderkomen worden gezocht, waaronder twee orka's: de 23-jarige Wikie en haar 11-jarige zoon Keijo. Omdat de dieren nooit in het wild hebben geleefd, is vrijlating in zee geen optie. Er wordt gekeken naar mogelijke alternatieven, zoals een reservaat of een verhuizing naar andere faciliteiten in bijvoorbeeld Tenerife of Japan.